# Merseburgbesvärjelserna

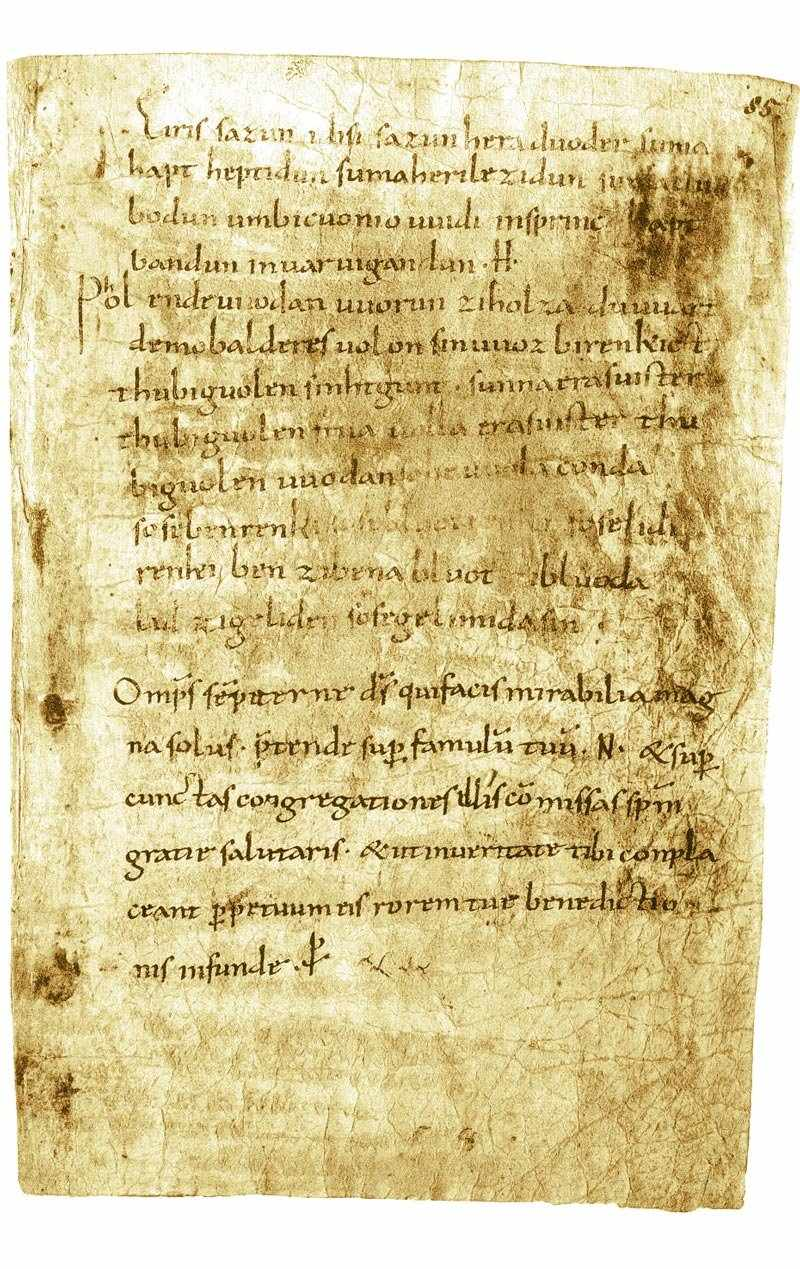
Merseburgbesvärjelserna (Merseburger Zaubersprüche). Merseburger Domstiftsbibliothek, Codex 136, f. 85r, 900-talet

Merseburgbesvärjelserna (ty. die Merseburger Zaubersprüche) är två mytologiskt viktiga besvärjelser på frankiska dialekten av fornhögtyskan, upptecknade på 900-talet i en handskrift från 800-talet i Merseburg, men säkert av vida äldre ursprung. I den första anropas idisi (diser) i egenskap av valkyrjor, vilka skall befria krigsfången från hans fjättrar; den andra skall bota vrickning, såsom den en gång botades på den fåle som Wodan (Oden) red, då han jämte Phol (uttalas "Fol", vilket allitterationen visar), for till skogs, i det att trollsång sjöngs däröver av Sinthgunt (månen?), Sunna (solen), Volla (Fulla), Frija (Frigg eller Freja) och Wodan. Phol kallas även för balder, men huruvida detta betyder att han är densamme som Eddans Balder eller om det blott är en titel (den bålde) är osäkert. Av dessa besvärjelser framgår, att en del av den nordiska mytologins gestalter funnits även hos forntyska folk.

## Besvärjelserna
| Eiris sazun idisi sazun hera duoder. suma hapt heptidun, suma heri lezidun, suma clubodun umbi cuoniouuidi: insprinc haptbandun, inuar uigandun. |  | En [gång] sutto diserna (idisi), sutto här [och] där. somliga fastgjorde fjättrar, somliga hejdade hären, somliga lättade på (de dödas) fjättrar: Spring ifrån fjättrarna, fly ifrån fienden. |

| Phol ende uuodan uuorun zi holza. du uuart demo balderes uolon sin uuoz birenkit. thu biguol en sinthgunt, sunna era suister; thu biguol en friia, uolla era suister; thu biguol en uuodan, so he uuola conda: sose benrenki, sose bluotrenki, sose lidirenki: ben zi bena, bluot zi bluoda, lid zi geliden, sose gelimida sin. |  | Phol och Wodan redo i skogen. Då fick Balders fåle sin fot stukad. Då besvärjdes den av Sinthgunt [och] Sunna, hennes syster; Då besvärjdes den av Frija [och] Volla hennes syster; Då besvärjdes den av Wodan, som väl det kände: Såsom benkrämpa, Såsom blodkrämpa, Såsom lemkrämpa: Ben till ben, Blod till blod, Lem till lem, såsom vore de limmade. |